# Batplane
El Batplane, Batwing, Batjet o Batgyro es el avión ficticio del superhéroe Batman de DC Comics. El vehículo se presentó en "Batman Versus The Vampire, I", publicado en Detective Comics # 31 en 1939, una historia en la que Batman viajó a Europa continental. En este número se lo llamó "Batgyro" y, según Les Daniels, fue "aparentemente inspirado en el primer vuelo exitoso de helicóptero de Ígor Sikorski" del mismo año. Inicialmente basado en un autogiro o helicóptero, con un rotor, el Batgyro presentó un motivo de murciélago en la parte delantera. Los escritores le dieron al Batgyro la capacidad de ser "estacionados" en el aire por Batman, flotando de tal manera que mantuvieran su posición y permitieran a Batman regresar.
El Batgyro pronto fue reemplazado por el Batplane, que debutó en Batman # 1, e inicialmente presentó una ametralladora. El vehículo ahora se basaba en un avión de ala fija en lugar de un helicóptero, con una hélice en la parte delantera, aunque un motivo de murciélago todavía estaba unido al cono de la nariz. El Batplane ha sufrido una revisión constante desde su primera aparición, e incluso se ha descrito como capaz de atravesar bajo el agua. Con el lanzamiento de la película de Batman dirigida por Tim Burton de 1989, el Batplane se conoció como Batwing, un nombre que se transmitió a los cómics. Anteriormente en Batman # 300, el nombre Batwing se usaba en referencia a una nave espacial. La película de 2012, The Dark Knight Rises también adaptó el Batplane para filmar, esta vez, sin embargo, el vehículo fue denominado The Bat. 

## Fondo
Batman una vez mantuvo aviones en su Batcave original. Sin embargo, lanzar estos aviones tan cerca de las propiedades vecinas de Mansión Wayne amenazó con comprometer la identidad secreta de Batman. El Caped Crusader ahora "toma prestados" aviones y helicópteros especialmente modificados de los contratos comerciales y militares de Aeroespacial Wayne.

### Batplane I
Batplane Iy el Bat-Rocket favorecieron el aspecto distintivo de Batman sobre la aerodinámica elegante.

### Batplane II
Batplane IIera un luchador Wraith W4 de Aeroespacial Wayne rediseñado que se casó con estilo. En términos de diseño, comparte características con Grumman F9F Cougar y McDonnell F-101 Voodoo. Cuando el Batplane es robado y triplicado por los contrabandistas en Batman # 61, Batman y Robin actualizan el Batplane a propulsión a chorro, agregando al menos "100 millas por hora" a su velocidad máxima.

### Batplane III
Batplane III es un SlipStream Aeroespacial Wayne modificado ($ 46 millones sin "extras"). Se detalla para parecerse a un jet corporativo de tamaño mediano estándar durante los despegues y aterrizajes. Algunas de sus características y capacidades son las siguientes:
- A una altitud de crucero (35,000-45,000 pies), las alas telescópicas se retraen. Las secciones exteriores de la cola y el cono de la nariz envuelven la cabina y el fuselaje de la cabina para una mayor presurización en altura.
- Al ganar más altitud (45,000-55,000 pies), las aletas delta en la cola y las aletas alargadas se alargan para aumentar la eficiencia y la estabilidad a medida que las velocidades se acercan a lo supersónico.
- En altitudes de techo (55,000-60,000 pies), la pintura "inteligente" en cerámicas de blindaje de radar exterior responde a la caída de la presión del aire y la temperatura, por lo que se camufla el exterior del Batplane al negro sigiloso.
- La aviónica incluye niveles ergonómicos de "vista rápida" para todos los dispositivos electrónicos y pantallas multifunción. El dosel de separación permite la expulsión de emergencia del piloto / copiloto. Las ventanas de la cubierta de vidrio acrílico reforzado se polarizan a una altura sigilosa.

#### Especificaciones técnicas
Las especificaciones de la aeronave son:
Altura: 14.5 ft.
Largo: 57.7 ft.
Envergadura: 47.6 ft. - Las alas están protegidas por un sistema antihielo de purga de aire .
Techo de altitud: 60,000 ft.
Velocidad máxima: 4,400 mph
Rango: 2,486 nm
Distancia de despegue: 5,230 ft.
Distancia de aterrizaje: 2.984 pies
Carga útil: 2,670 lb.
Tiempo de repostaje: 7.8 minutos.

## En otros medios

### Películas de acción en vivo

#### Batman ('89) y Batman Forever
El Batwing aparece en la película Batman, usada para combatir al Joker. El Joker lanza un mortal ataque con gas Smilex a través de grandes globos de desfile en la celebración del aniversario de la fundación de Gotham City. Batman llega al Batwing, roba los globos y los suelta en la atmósfera a una distancia segura de la ciudad.
Batman luego regresa a la ciudad para enfrentar al Joker directamente. Dispara varios misiles y dos miniguns, matando a muchos secuaces pero perdiendo su objetivo por poco. El Joker derriba al Batwing con una bala de su revólver de cañón largo. El Batwing se estrella en un naufragio en los escalones de la catedral de Gotham pero sobrevive un Batman magullado y golpeado, que conduce a la confrontación climática final en el campanario de la Catedral.
Después de esto, fue reconstruido y mejorado para el momento de los eventos de Batman Forever y se utiliza para combatir el Riddler. Como se demostró cuando Riddler lo derribó con un poderoso láser verde, el Batwing en realidad tiene una cápsula de eyección que también se duplica como un mini submarino. Ambos modelos del avión son aproximadamente en forma de murciélago, y fueron creados con efectos en miniatura. En la adaptación de cómic de Batman Forever, el Batwing realmente se dobla en el Batboat.
En Batman, el Batwing fue diseñado por Anton Furst y fue construido como modelo por Derek Meddings. El vehículo fue diseñado deliberadamente después de la forma de hoz del símbolo Bat de la película. Se crearon al menos cinco modelos del Batwing en varios tamaños y escalas, con solo uno (que se vio ardiendo en los escalones de la Catedral) creado a escala completa. Otros modelos incluyeron un modelo completamente automatizado de 8 pies, un modelo de 2 pies y un modelo de 1". Se creó un segmento completo de la cabina en frente de un juego de pantalla azul para tomas de primer plano de Michael Keaton pilotando la nave. El rediseño en Forever fue ideado por Barbara Ling y Matt Codd, teniendo un cuerpo acanalado y aleta similar al Batmobile de la película.
Esta versión también reaparecerá en la película de DCEU de 2023 The Flash, que ignora los eventos de Forever y su siguiente película Batman y Robin, y muestra más de sus funciones internas que las representadas en las películas de Tim Burton, incluidas las alas plegables y los asientos traseros con paracaídas incorporados.

#### Trilogía de The Dark Knight
Una versión completamente nueva de Batwing aparece en la película The Dark Knight Rises, conocida simplemente como Bat. Es una nave poco convencional, liviana, como volantor, con un rotor montado ventralmente. Desarrollado por Lucius Fox, el murciélago estaba destinado originalmente para operaciones militares urbanas de corta distancia, pero en cambio se convierte en el nuevo vehículo principal de Batman. Fox señala que la función de piloto automático de Bat no funciona, pero sugiere que Bruce podría ser capaz de solucionarlo. El vehículo está armado con ametralladoras, cañones y una variación del dispositivo EMP que utilizó para perseguir a los hombres de Bane. Batman primero usa el murciélago para escapar persiguiendo a los oficiales de policía después de haber sido acorralado en un callejón oscuro. Inmediatamente después, lo usa para rescatar a Selina Kyle de los secuaces de Bane. Más adelante en el clímax de la película, Batman usa el murciélago en la lucha para recuperar Gotham City de Bane y él usa el murciélago para arrastrar una bomba de fusión desde Gotham City, donde detona sobre el océano y presumiblemente lo mata. Más tarde, mientras completa el trabajo en el Bat, Fox descubre que Wayne había arreglado la función del piloto automático meses antes y pudo haber escapado antes de que la bomba detonara.
Al diseñar el Bat, Nathan Crowley lo abordó como si se tratara de un proyecto militar real, enfatizando la necesidad de que "se ajuste a la misma familia" que el Tumbler y el Batpod. La versión final del Bat toma sus señales de diseño del Harrier Jump Jet, el Bell-Boeing V-22 Osprey y el Boeing AH-64 Apache. Chris Corbould describió el tamaño y la forma del murciélago como un desafío importante para la filmación, dado el énfasis de Christopher Nolan en los efectos prácticos sobre las imágenes generadas por computadora. Para hacer que el Murciélago "volara", fue apoyado de diversas maneras por cables, suspendido de grúas y helicópteros, y montado en un vehículo especialmente diseñado con controles hidráulicos para simular el movimiento.

#### Batman V Superman: Dawn of Justice
El Batplane aparece en la película de 2016 Batman v Superman: Dawn of Justice. Aquí se muestra como un avión VTOL ligero, armado con ametralladoras y misiles, con una función que permite a Alfred asumir el control del Batcave de forma remota. Batman usa el Batplane para infiltrarse en el almacén donde Martha Kent es rehén, y luego despliega sus misiles para atraer a Doomsday lejos de la Isla de Stryker. Esta persecución hace que Doomsday use su visión de calor para cortar una de las alas del Batplane, causando que se caiga.
La única parte física del Batwing era una pequeña parte de la cabina del piloto, con la aeronave procesada a través de gráficos de computadora por Scanline VFX . Según lo detallado por el supervisor de efectos visuales Bryan Hirota, la compañía tuvo que construir el Batwing de un solo concepto artístico, un modelo y detalles de las piezas, lo que llevó a la tripulación a revisar la referencia de un avión militar. El Northrop Grumman X-47B fue una gran influencia para la aerodinámica, mientras que el despegue y el aterrizaje verticales llevaron a adoptar un sistema de ventilador / chorro central como se ve en el Lockheed Martin F-35 Lightning II.

#### Liga de la Justicia
El Batplane aparece de cameo final en la película de 2017, Liga de la Justicia.

### Animación
El Batplane ha aparecido en la serie de dibujos animados Súper amigos donde se reveló que era un avión a reacción, y se lo conocía más a menudo como el Batjet, excepto en la primera temporada. El clásico Bat-Plane aparece frecuentemente en Batman: The Brave and the Bold. En The Batman, el Batwing se crea en el episodio "Thunder" para derrotar a Maxie Zeus. En el episodio "Artefactos", Nightwing lo usa para salvar un avión y lo bloquea a Frío.
El Batwing apareció brevemente en el episodio "Revelación" de Young Justice, donde Batman lo usó para ayudar a combatir un monstruo gigante de plantas creado por la Liga de la Injusticia. El Batwing se ve más tarde de nuevo en el episodio "Coldhearted", donde Batman lo usa para volar a una fortaleza en el cielo.

#### Universo animado DC
El Batwing también aparece en Batman: la serie animada, con forma de un murciélago estilizado con alas muy largas que sobresalen más allá de la "cabeza" del avión. El Batplane en Las nuevas aventuras de Batman adquiere un diseño más pequeño y elegante con forma de cohete con un ala curva en cada lado que también apareció en Liga de la justicia y Liga de la Justicia Ilimitada. En Batman Beyond, los coches voladores son un lugar común y, por lo tanto, el Batimóvil utilizado por Terry McGinnis se duplica como un avión.

### Videojuegos

#### Batman: Arkham
El Batwing aparece en Batman: Arkham Asylum, Batman: Arkham City y Batman: Arkham Knight, dejando el Batitraje de Batman, los aparatos y la actualización del Batmobile.
Se puede ver un vehículo similar a un avión de combate colgado del techo y cubierto por una lona dentro del Batcave oculto debajo de la isla de Arkham. Más adelante en el juego, Batman pilota remotamente el Batplane a su ubicación y lo deja caer en uno de sus dispositivos, el Line Launcher. Al final del juego, Batman lo llama nuevamente para irse a Gotham y detener a Dos Caras. Cuando se desbloquea, el trofeo de personaje se llama 'Batwing'. También hace un cameo en el DLC de Batcave. El Batwing tiene un papel más importante en la precuela de Batman: Arkham Origins, donde Batman puede usarla para viajar a otras secciones de Gotham City mucho más rápido que él solo. Aunque está obligado a desactivar las torres de comunicación enemigas establecidas por 'Enigma' en ciertas áreas para señalar al avión por toda la ciudad, una vez que han sido destruidos, el avión también puede llevar a Batman hacia y desde la Batcave.

#### Lego Dimensions
Un Batwing constructivo viene empaquetado como parte de The Lego Batman Movie Story Pack para Lego Dimensions; usarlo desbloqueará el vehículo para usarlo en el juego.

### Otras apariciones

#### Lego Batman
Lego Batman de línea Lego incluye un conjunto que cuenta con una encarnación del Batplane, a pesar de que se conoce con el nombre de 'El Batwing' (7782 El Batwing: Asalto Aéreo del Joker). El conjunto se presenta junto al helicóptero de Joker.

#### Six Flags Over Texas
La sección de Six Flags Over Texas de Gotham City incluye un paseo de entretenimiento centrado en los niños llamado "Batwing", que consiste en dos asientos de pasajeros que van en círculos mientras también se mueven hacia arriba y hacia abajo.